# Steinfeld (Pfalz)
Steinfeld é um município da Alemanha localizado no distrito de Südliche Weinstraße, no estado da Renânia-Palatinado. É membro da associação municipal de Verbandsgemeinde Bad Bergzabern.

## Política
Cadeiras ocupadas na comunidade:
|      | SPD | CDU | FWG | Total       |
| 2009 | 7   | 7   | 2   | 16 Cadeiras |
| 2004 | 7   | 6   | 3   | 16 Cadeiras |

## Prefeitos
| - 1793–1795 Jakob Stümpf - 1796–1797 Mathes Gast - 1797–1800 Georg Charré (auch Scharre) - 1800–1812 Mathes Nist - 1812–1815 Johann Adam Bast - 1815–1819 Johann Andreas Boxleydner (Schullehrer) - 1819–1835 Wendel Kornmann - 1835–1848 Georg Heinrich - 1848–1857 Cornelius Labbe - 1857–1868 Bernhard Schuler - 1868–1875 Philipp Kuntz - 1875–1885 Jakob Wilhelm - 1885–1895 Kaspar Paul | - 1895–1900 Martin Vogel - 1900–1905 Georg Vogel - 1905–1920 Martin Vogel II - 1920–1932 Franz Kuntz (exceto de 18/01 a 01/03/1924) - 1932–1938 Cornelius, Bast - 1938–1945 Fritz Kirch (Bürgermeisterei) - 1945–Kriegsende Fritz Henninger (komm.) - 1945–1946 Cornelius Bast - 1946–1970 Ludwig Wißmeier - 1970–1989 Willi Gerdon - 1989–1994 Kurt Beck, SPD - seit 1994 Marie Thérese Müller, SPD |